# Michael Michalsky

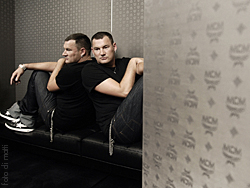
Michael Michalsky (2005)

Michael Michalsky (* 23. Februar 1967 in Göttingen) ist ein deutscher Modeschöpfer und Designer.

## Leben
Michalsky wurde 1967 in Göttingen geboren, wuchs in Meddewade auf und machte 1987 an der Theodor-Mommsen-Schule in Bad Oldesloe Abitur. Anschließend studierte er bis 1992 am London College of Fashion, wo er nebenbei im London Lighthouse-Hospiz für AIDS-Kranke arbeitete. Seine berufliche Laufbahn begann er als Designmanager bei Levi Strauss & Co. in Deutschland.
1995 begann er, als Chefdesigner bei Adidas zu arbeiten und war ab dem Jahr 2000 als Global Creative Director für das Design aller Adidas-Produkte verantwortlich. Für den Sportartikelhersteller entwickelte er Kooperationen und Produktlinien mit den Modeschöpfern Yohji Yamamoto und Stella McCartney und der Rap-Musikerin Missy Elliott. Darüber hinaus brachte er ältere Adidas-Produkte im „Retro-Look“ neu heraus. Im Mai 2005 beauftragte ihn das koreanische Luxuswaren-Unternehmen Sungjoo Group, die angeschlagene Modemarke MCM aufzufrischen und verpflichtete ihn als neuen Creative-Director. Im Juni 2006 verließ er Adidas und gründete sein eigenes Mode- und Lifestyle-Unternehmen in Berlin.

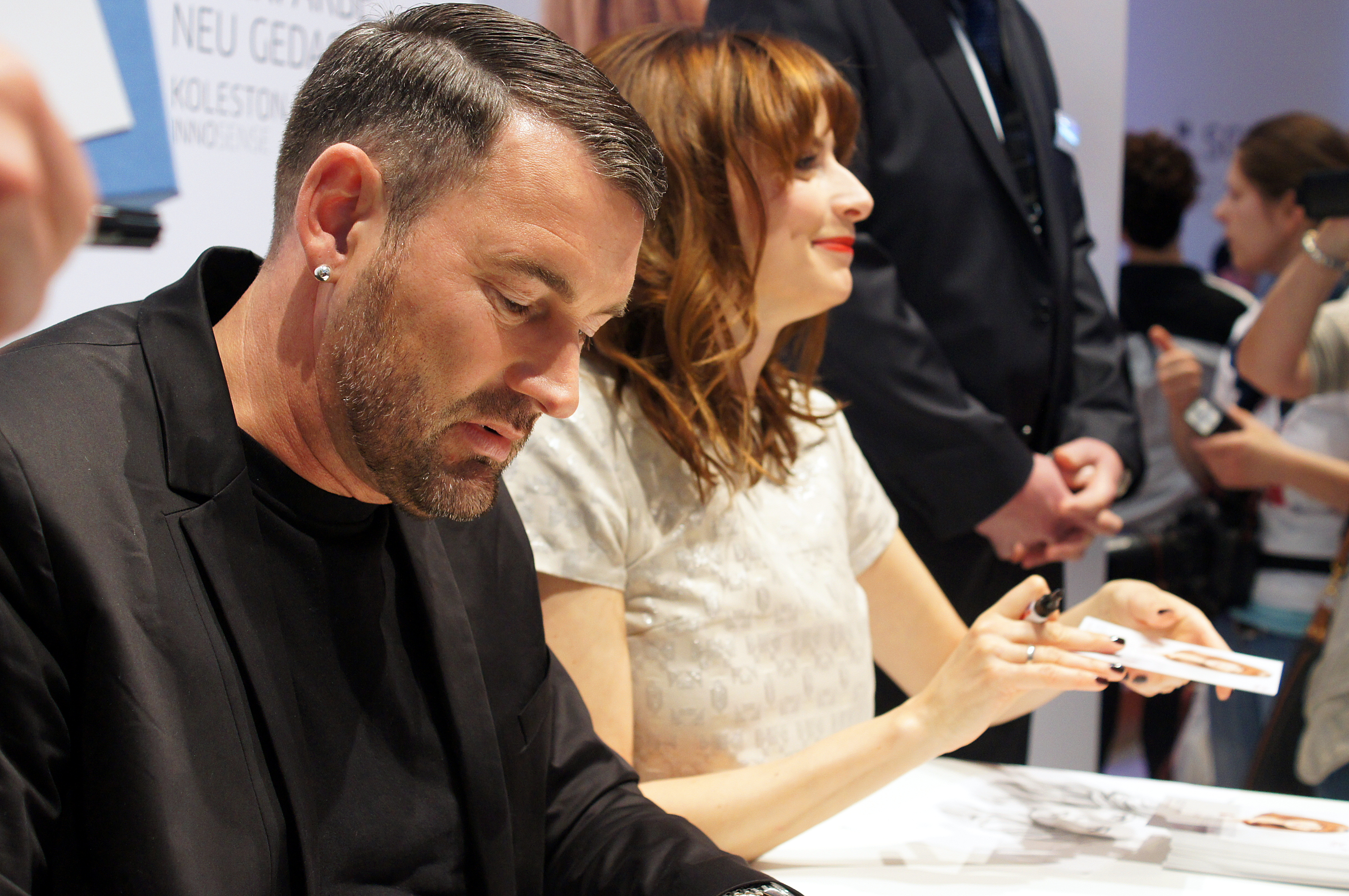
Michael Michalsky und Eva Padberg, 2014

Im Januar 2007 präsentierte er seine erste Modenschau im Roten Rathaus. 2007 unterstützte er gemeinsam mit Eva Padberg die Initiative Rettet Darfur von Fairplanet und der Gesellschaft für bedrohte Völker und wurde offizieller Botschafter des Projekts.
Von 2007 bis 2009 entwarf er für Tchibo unter der Marke Mitch & Co. Design-Kollektionen. Im Oktober 2009 und September 2010 entwarf er zusammen mit dem US-amerikanischen Konsumgüterkonzern Procter & Gamble ein zeitlich begrenztes Design für eine Verpackung von dessen Waschmittel Ariel. 2009 entwarf er für Sony eine Sommerkollektion mit Geräten und Zubehör aus dem Programm des Elektronikherstellers. Im Sommer 2009 gründete er die Tochterfirma Michalsky designLab, die sich ausschließlich um Designarbeiten kümmert, die nicht im Modebereich liegen.
Im Rahmen der Berliner Fashion Week 2008 präsentierte er unter seinem Premium-Label „Michalsky“ Kreationen für die Frühjahrs- und Sommersaison 2009, die er mit politischen Aussagen wie „Atomkraft? Nein Danke!“ oder „No Blood for Oil“ verband. In Zusammenarbeit mit dem WWF brachte er unter dem Label „Michalsky for WWF“ die T-Shirt-Kollektion „Protect!“ heraus, die auf den Leibchen aus Bio-Baumwolle Tierillustrationen bedrohter Tierarten zeigt. Pro verkauftem T-Shirt gingen fünf Euro an den WWF.
2009 betitelte die Vogue Michalsky als „neuen deutschen Mode-Papst“. Unter dem Titel StyleNite veranstaltet er seit 2010 eine Veranstaltung in Berlin, die aus den Michalsky-Fashion-Shows entstand und zweimal jährlich während der Berliner Fashion Week stattfindet. Im März 2012 trat Michalsky als Juror in der Finalshow der VOX-Sendung Das perfekte Model auf. Im Oktober 2012 präsentierte er in Zusammenarbeit mit dem Möbelhersteller Polipol eine  Sofa-Kollektion. 2016 löste er in der 11. Staffel von Germany’s Next Topmodel Wolfgang Joop als Juror ab. Seit 2016 führt er als Mode-Experte neben  Annemarie Carpendale und  Steven Gätjen  durch die Oscar-Übertragung von Pro7.
Am 5. Juli 2021 gab der Fernsehsender RTL bekannt, dass Michalsky neben Lukas Podolski und Chantal Janzen 2021 in der Jury von Das Supertalent mitwirken wird.

## Auszeichnungen
- 2003 wurde Michalsky als „National Designer of the Year“ mit dem GQ Award Germany und
- 2004 als „Sportstyle Designer of the Year“ der ISPO VISION ausgezeichnet.
- Im Juli 2005 wurden er und sein Adidas-Designteam im Rahmen der „red dot design awards“ zum Designer-Team des Jahres gewählt.[22]
- Michalsky wurde in die Ausstellung „100 Köpfe von morgen“ aufgenommen, die 2006 von einer prominenten Jury im Auftrag der Initiative „Land der Ideen“ unter der Schirmherrschaft von Bundespräsident Horst Köhler ausgesucht wurde.